# Jesse Santana
Jesse Santana (Houston, Texas, 8 de mayo de 1986) es un actor pornográfico estadounidense que ha aparecido en la pornografía gay; tanto en películas pornográficas como en línea en sitios web comerciales de porno amateur.

## Carrera
Santana comenzó su carrera porno en diciembre de 2005 con Heartland's Boys 3 y 4 de Camsondemand  pero su popularidad aumentó cuando en junio de 2006 se convirtió en modelo para el popular sitio web de aficionados/heterosexuales gay, Corbinfisher.com bajo el nombre de "Jesse". Esta temporada con Corbin Fisher llevó a su debut en el cine con Knob Bobbin 'de Chi Chi LaRue. Ha realizado varios videos para Channel 1 Release, Titan Men y Falcon junto con Eon, HIS y Odyssey Men. Esto finalmente lo llevó a uno de los primeros contratos dobles exclusivos en la historia del porno (copiando a Blake Riley exclusivo de Randyblue.com y Channel 1/Rascal Video) con Jet Set Men y CockyBoys.com.
Para 2008, fue nominado a 8 premios Grabby "Best Bottom" y 8 premios GayVN, 3 a la Mejor escena grupal (Little League 3, Barnstorm and Fraternity Gang Bang 2), 1 a Mejor recién llegado, Mejor escena de sexo (Playa House Diaries), Mejor actor de reparto (¡En llamas!), Mejor trío (Solo agrega agua) y Artista del año.
En marzo de 2012, después de haber ganado una competencia regional en Los Ángeles, Santana recibió los máximos honores en los International Escort Awards (también conocidos como "los Hookies") como "Mr. International Escort 2012"; También ganó la categoría "Mejor Cuerpo".

## Filmografía
- Edad de Piedra, 2007 Eon Films
- ¡En llamas!, 2007 Jet Set Men
- Barnstorm, 2007 Titan Media, dir. Joe Gage
- Diarios de casas de playa, Odyssey Men 2007
- F Word, 2007 Producciones de Jet Set
- Just Add Water, 2007 Jet Set Men
- Longboard, Halcón 2007
- Sala de hombres 3: Ozark Mtn. Salida 8 , 2007–08 Titan Media, dir. Joe Gage
- Ass Crusin 'with Aaron James, Jet Set Men 2008
- The Crew, 2008 Studio 2000, dir. Edad Haynes[5]
- Getting Levi's Johnson, 2010 Jet Set Men, dir. Chris Steele
- Indiscreción, 2011 Falcon, dir. Steve Cruz
- Retiro , 2011, Falcon, dir. Steve Cruz
- Cowboys Partes 1 y 2 , 2011 Raging Stallion , dir. Chris Ward y Tony DiMarco
- The Woods Parte 2 , 2012 Raging Stallion, dir. Tony DiMarco